# نادي بارتيك ثيسل
نادي بارتيك ثيسل (بالإنجليزية: Partick Thistle F.C.)‏ هو فريق كرة قدم من مدينة غلاسكو في المملكة المتحدة، أُسس بتاريخ 1876، يلعب في الدوري الاسكتلندي الممتاز، في Firhill Stadium ‏، يدرب النادي ألان أرشيبالد.

## وصلات خارجية
- صفحة بيانات نادي بارتيك ثيسل على موقع كووورة، تاريخ الوصول: 22 سبتمبر 2018.
- الموقع الرسمي